# Slag bij Graus
De Slag bij Graus was een confrontatie in 1063 tussen de troepen van de taifa Zaragoza, gesteund door een Castiliaans-Leonees contingent onder bevel van prins Sancho II van Castilië (toekomstige Sancho II), tegen het koninkrijk Aragon. Aanleiding hiervóór was de poging tot verovering van de stad Graus door de Aragonezen.
Ramiro I van Aragón probeerde herhaaldelijk Barbastro en Graus te veroveren, twee strategische plaatsen die een wig vormden tussen hun territoria. In het voorjaar van 1063 begon men Graus te belegeren, wat leidde tot de confrontatie tussen de troepen van Ramiro I van Aragon en Al-Muqtadir van de Taifa van Zaragoza, die de versterking had van de infante Sancho II van Castilië. De Castiliaans-Leonese bijdrage in de strijd wordt verklaard doordat zij paria van de Moorse moslims ontving. De Aragonezen werden verslagen en verloren in deze strijd hun koning Ramiro I door toedoen van een Moorse soldaat vermomd als christen, die de koninklijke familie van Ramiro I naderde en een speer in zijn gezicht stak. Hij stierf voor de poorten van Graus op 8 mei 1063.
De stad werd uiteindelijk veroverd door de Aragonezen in 1083, waarbij Sancho Ramírez (zoon en opvolger van Ramiro I) koning was.